# اتامپ

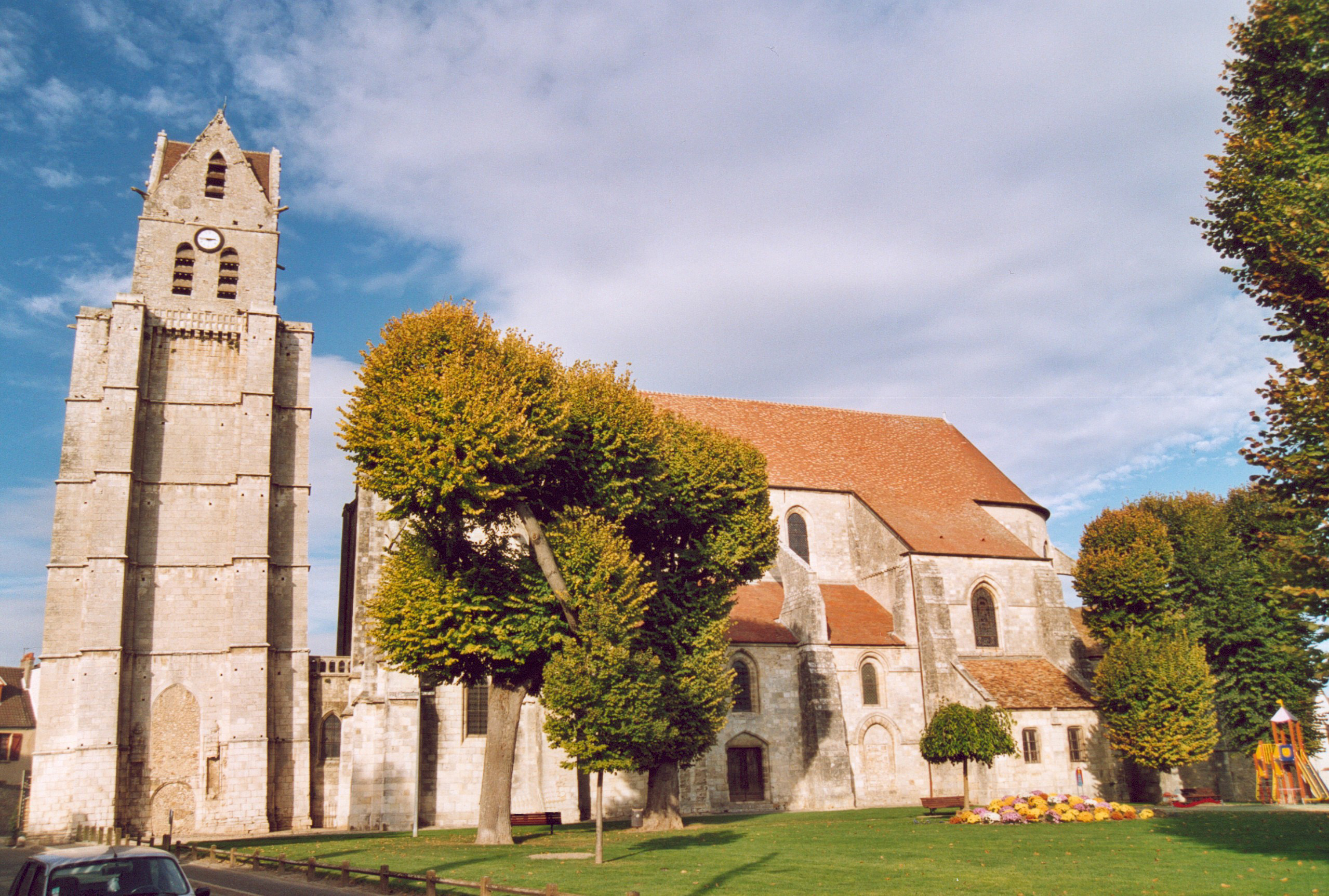

شهر اتامپ (به فرانسوی: Étampes) در شهرستان اسون در ناحیه ایل-دو-فرانس با جمعیت ۲۲٬۵۶۸ نفر در کشور فرانسه واقع شده است

## نگارخانه

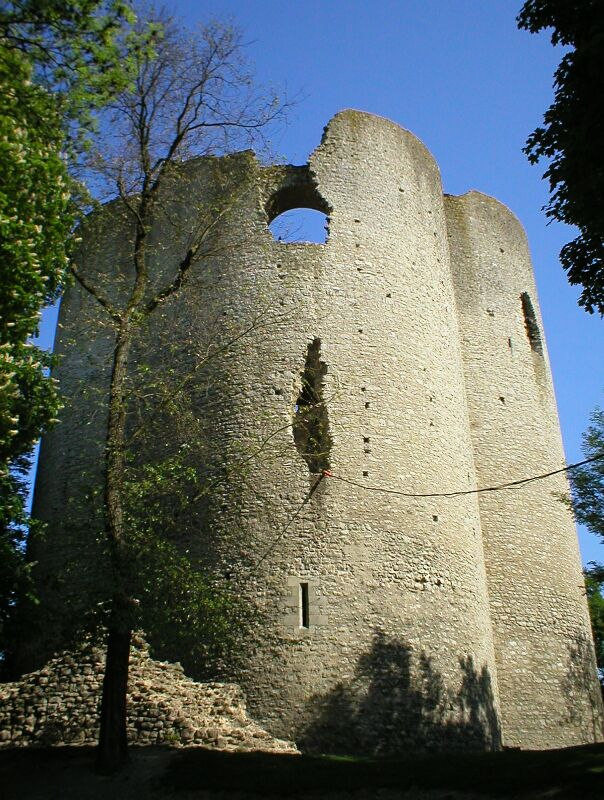
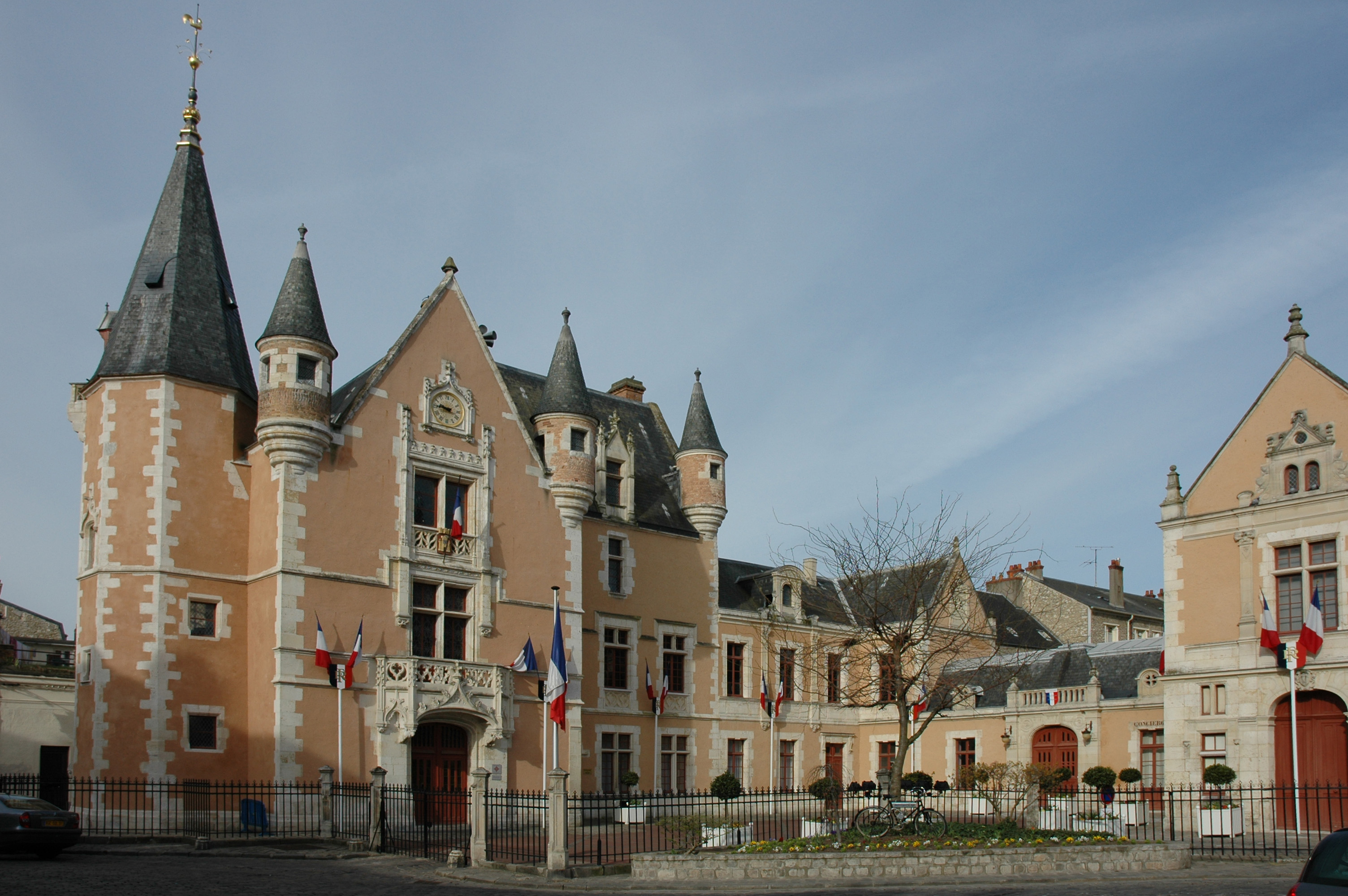
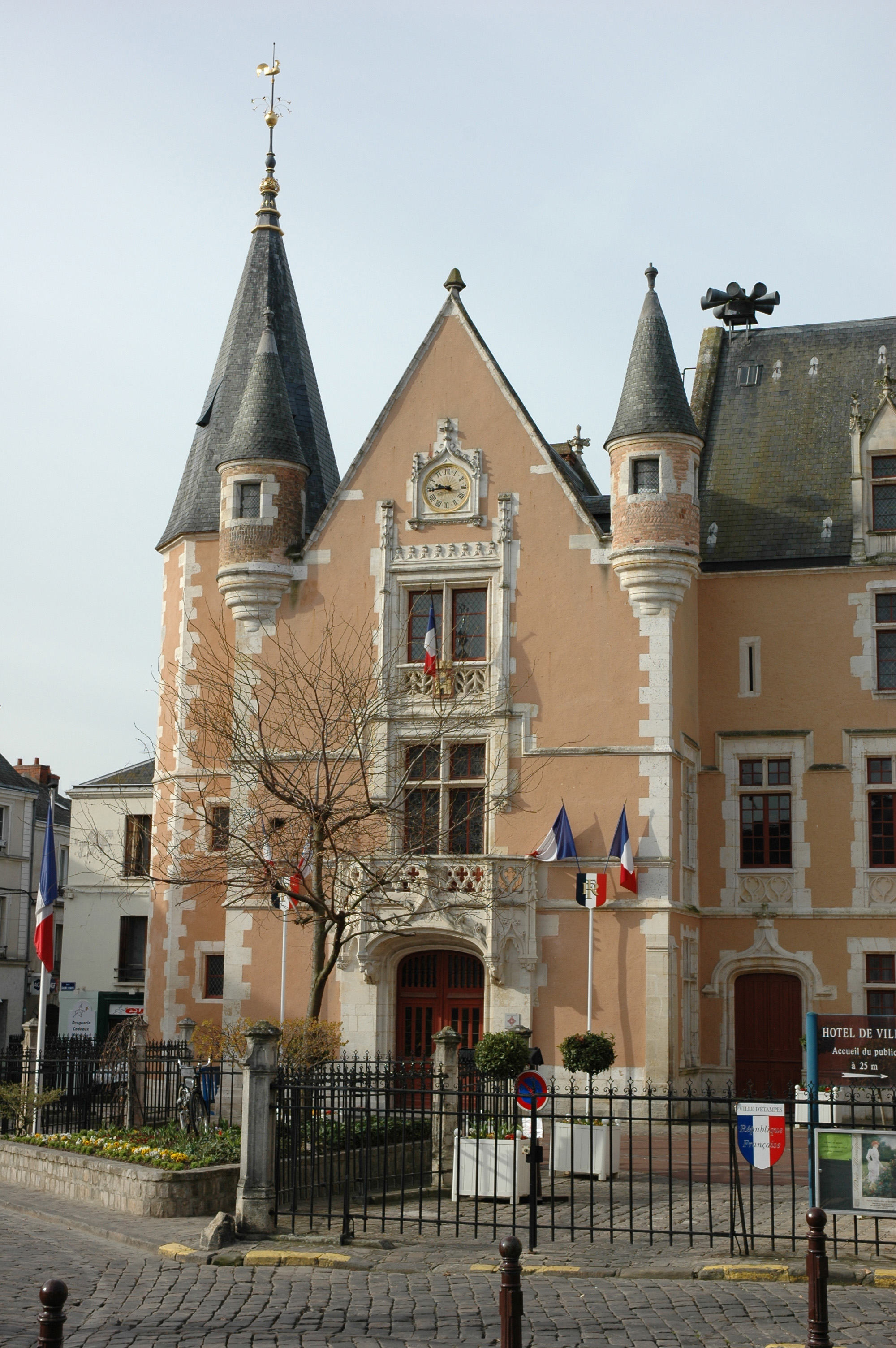